# Jakob Käfferbitz
Jakob Käfferbitz (* 25. März 1904; † 6. Mai 1980) war ein deutscher Verwaltungsjurist.

## Werdegang

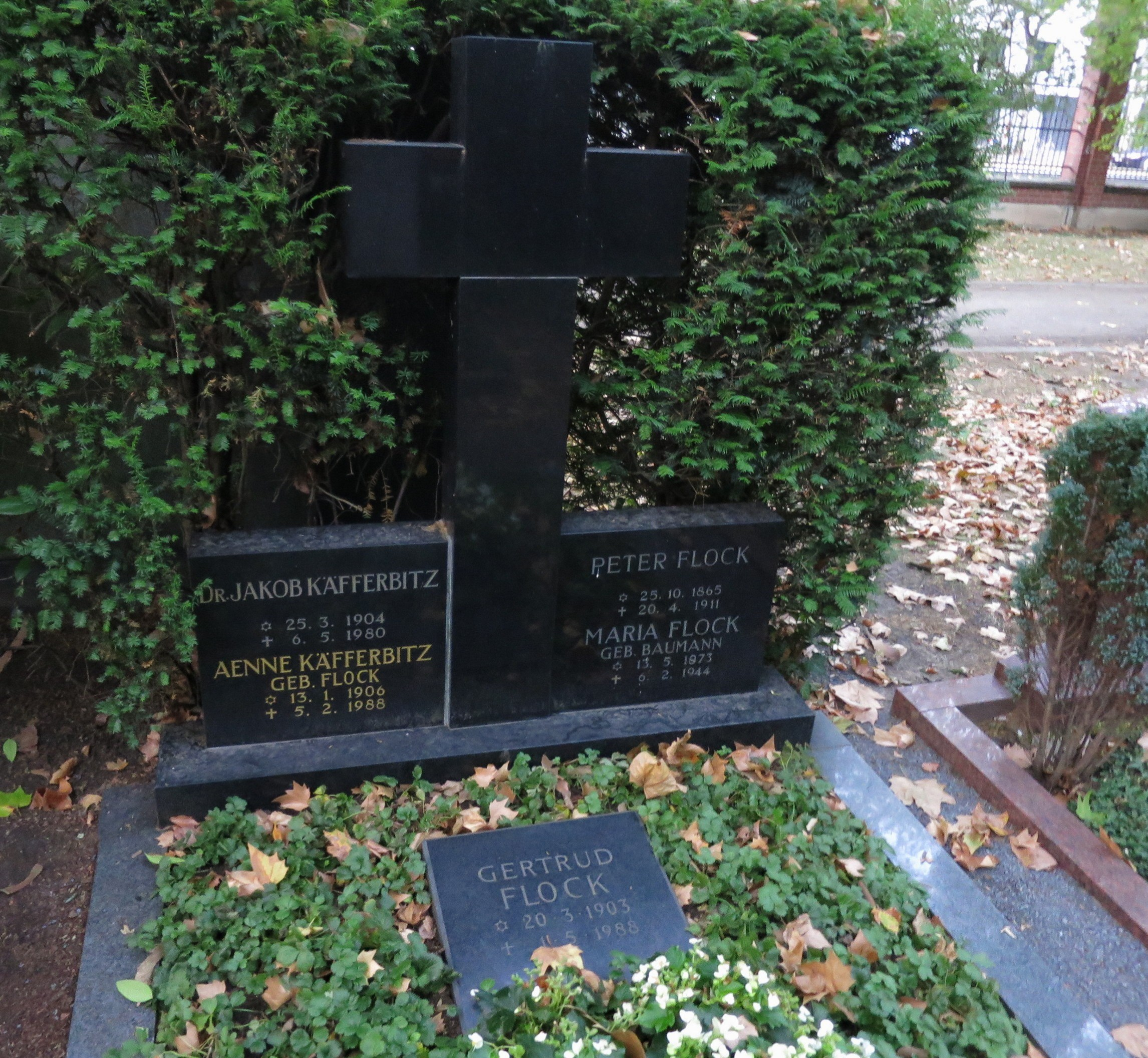
Grabstätte auf dem Melaten-Friedhof

Käfferbitz legte 1933 an der Rechtswissenschaftlichen Fakultät der Universität Köln seine Promotionsschrift vor. Von 1932 bis 1943 arbeitete er im Landesarbeitsamt Rheinland in Köln, von 1943 bis 1945 im Gauarbeitsamt Köln-Aachen, von 1945 bis 1946 im Landesarbeitsamt Nordrhein, von 1946 bis 1948 in Lemgo im Zentralamt für Arbeit in der britischen Zone und von 1948 bis 1950 in der Verwaltung für Arbeit des Vereinigten Wirtschaftsgebietes. 1950 wurde er Unterabteilungsleiter im Bundesarbeitsministerium. Zwischen 1955 und 1961 war er Präsident des Landesarbeitsamtes Nordrhein-Westfalen, von 1961 bis zum Eintritt in den Ruhestand 1969 im Amt eines Ministerialdirektors Abteilungsleiter im Bundesarbeitsministerium.
Käfferbitz starb 1980 im Alter von 76 Jahren. Er wurde im Grab der Familie seiner Frau Aenne geb. Flock (1907–1988) auf dem Kölner Friedhof Melaten (Flur 47) beigesetzt.

## Ehrungen
- 1969: Großes Verdienstkreuz mit Stern der Bundesrepublik Deutschland